# Крейсера проекта 69
Крейсера проекта 69 (тип «Кронштадт») — тип линейных крейсеров советского ВМФ, по официальной советской классификации обозначался тяжёлым крейсером.

## Разработка проекта
Разработка проекта началась в середине 1930-х гг. Согласно требованиям командования Морских Сил РККА корабль предназначался для борьбы с крейсерами противника, поддержки лёгких сил и действий на коммуникациях. Эскизный проект был закончен в июне 1938 г. Предусматривалось водоизмещение 24450 тонн, скорость 33,3 узла, бронирование: 140 мм — пояс, 210 — башни главного калибра, 80 мм — палуба. Вооружение включало в себя 9 — 305 мм орудий, 8 — 152 мм, 8 — 100 мм, 24 — 37 мм, а также 2 трёхтрубных торпедных аппарата (533 мм).
Советским военно-морским руководством изначально планировалось иметь в составе ВМФ СССР не просто аналоги тяжёлых крейсеров, имевшихся на вооружении флотов США, Великобритании, Франции, Японии, Германии, а истребители тяжёлых крейсеров (в том числе германских типа «Дойчланд»), способные бороться на равных с кораблями аналогичного подкласса (линкорами типа «Шарнхорст», французским линкором «Дюнкерк» и японскими линейными крейсерами типа «Конго»).

## Окончательный вариант
После получения данных об основных тактико-технических элементах германских линейных крейсеров типа «Шарнхорст» было принято решение переработать проект. В окончательном варианте были приняты следующие характеристики:
Водоизмещение — 35 250/41 540 тонн
Мощность силовой установки — 201 000 л. с.
Скорость — 33 узла
Дальность плавания — 8300 миль
Бронирование: пояс — 230 мм, угол наклона 6°, носовой травез — 330 мм, башни главного калибра — 330 мм, палуба — 90 + 30 мм. Противоминная защита — американского типа («слоистого» типа с булями) и состояла на бо́льшей части длины из пяти продольных переборок из мягкой судостроительной стали. Обшивка буля была 11-мм толщины, дальше шли переборки 7; 16; 14; 18 и 10-мм толщины. В районе цитадели общей глубиной 6 м, что несколько больше, чем на взятой за образец «Норт Кэролайн». Испытания, проводившиеся с июля 1940 года по февраль 1941, уставили, что данная конструкция выдерживает контактный взрыв 400 кг заряда.
Вооружение: 9- 305-мм, 8- 152-мм, 8 — 100-мм, 28 — 37-мм орудий 46-К.
Предусматривалась возможность двухчасового форсирования энергоустановки до мощности 230 000 л. с. и достижения скорости до 34 узлов.

## Главный калибр
Немецкая фирма «Крупп» предложила советскому правительству приобрести шесть двухорудийных 380-мм башен для двух тяжёлых крейсеров проекта 69 «Кронштадт». В ноябре 1940 года договор был подписан. Платежи были осуществлены, однако орудий советская сторона так и не получила.
В качестве главного калибра планировались 305-мм пушки Б-50, разрабатывавшиеся заводом «Большевик». Длина ствола должна была составить 55 калибров, масса снаряда 470 кг, начальная скорость снаряда — 900 м/с, максимальная дальность стрельбы — 47,58 км. Орудия предполагалось разместить в трёхорудийных башнях МК-15.

## Строительство
Проект был утверждён 13 июня 1939 г. Первые два крейсера были заложены в декабре 1939 г. — «Кронштадт» в Ленинграде, «Севастополь» в Николаеве. Предполагалось сдать корабли флоту в 1943 г., а всего планировалось построить 15 крейсеров данного типа.
Однако строительство шло с большими затруднениями ввиду неготовности многих планируемых к установке на крейсера систем, прежде всего артиллерии главного калибра.
Строительство «Кронштадта» прекратили 10 августа 1941 г. при готовности 13 %. Во время обороны Ленинграда частично разобран на металл для строительства укреплений, к концу войны готовность составила около 7 %. «Севастополь» был захвачен немецкими войсками 16 августа 1941 г. при готовности 12 % и частично разобран на металл оккупантами. К моменту освобождения Николаева готовность составила около 4 %. Кроме того, оставшиеся конструкции имели большую деформацию вследствие подрыва стапеля немцами. В послевоенный период достройку крейсеров признали нецелесообразной.

## Проект 69И
Строительство крейсеров проекта 69, начатое без достаточного технического задела вскоре столкнулось с большими проблемами. Двухорудийные башни для артиллерии калибра 152-мм и 100-мм не существовали даже в виде опытных образцов, 37-мм счетверённые автоматы поступили на испытания лишь в июне 1941 г. Особое беспокойство вызывало отставание в разработке артиллерии главного калибра.
После заключения советско-германского пакта о ненападении 1939 г. появилась возможность закупить артиллерию в Германии. В частности, немецкая фирма «Крупп» предложила СССР шесть двухорудийных башен оснащённых 380-мм орудиями SKC/34, ставшими ненужными после прекращения строительства линейных крейсеров типа «O». Предлагавшиеся орудия стреляли 800-кг снарядом на дальность 35,6 км, с начальной скоростью 820 м/с. Также предлагались и соответствующие приборы управления огнём.
По личному указанию И. В. Сталина проект был переработан под германскую артиллерию и получил название 69И (иностранный). В результате проект пришлось значительно переделать, стандартное водоизмещение возросло до 36240 т., скорость снизилась до 31 узла. Сокращение числа орудий главного калибра с 9 до 6 имевших также меньшую скорострельность, компенсировалось существенно большим поражающим действием 380-мм снаряда и увеличением зоны выгодных боевых дистанций.
Единственное орудие SKC/34 было поставлено в СССР осенью 1940 г. для испытаний. Поставки серийных орудий и башен планировались с октября 1941 г.
Одновременно советская сторона запрашивала Германию о возможности поставок 150-мм и 105-мм орудий в башенном и щитовом вариантах, но до закупок не дошло в связи с началом Великой Отечественной войны.

## Оценка проекта
К несомненному достоинству проекта следует отнести артиллерию главного калибра. Предлагаемая для крейсеров пушка Б-50 отличалась высокими баллистическими характеристиками. К сожалению, к 22 июня 1941 г. это орудие существовало только на бумаге, а башня МК-15 была представлена лишь деревянным макетом, что привело к появлению проекта 69И. Система управления огнём фактически не позволяла реализовать большую дальнобойность Б-50 при стрельбе по морским целям.
К числу недостатков проекта следует отнести:
- Наличие двух калибров вспомогательной артиллерии — противоминного и зенитного вместо одного универсального;
- Общую слабость средств ПВО;
- Недостаточную скорость хода (в результате перегрузки она снизилась до 32 узлов), не позволявшую гарантированно догнать тяжёлые крейсера, борьба с которыми считалась одной из главных задач крейсеров проекта 69.

«Аляска», «Кронштадт» и проектировавшиеся немецкие и японские «большие крейсера» заметно уступают как «Дюнкерку», так и «Шарнхорсту». Самым гармоничным проектом является французский «Страсбург», который признавался более сильным даже на основании проводившихся в СССР и США весьма условных тактических игр.